# Житьково
Житьково (бел. Жы́цькава) — деревня в Борисовском районе Минской области Беларуси. Входит в Пригородный сельсовет.

## География
Расположена в 13 км от Борисова.
Ближайшие населённые пункты Любатовщина, Юзефово и др.

### Гидрография
На берегу реки Сха.

## История
В 1885 году Житьков, село бывшее владельческое, при реке Охе, дворов 51, жителей 340, церковь православная.
С 1908 года в Бытчанской волости Борисовского уезда Минской губернии.
В 1924—1957 годах центр Житьковского сельсовета.

## Население

### Численность
- 2009 год — 444 жителей

### Динамика
- 1908 год — 557 жителей, 95 дворов[2]
- 1999 год — 489 жителей (перепись населения)
- 2009 год — 444 жителей (перепись населения)[2]

## Улицы
- Ветеранов
- Комсомольская
- Молодёжная
- Новая
- Почтовая
- Школьная

## Инфраструктура
Средняя школа, детский сад, фельдшерско-акушерский пункт, отделение почтовой связи

## Культура
- Библиотека
- Музей ГУО "Житьковская средняя школа Борисовского района"

## Достопримечательность
- Братская могила
- Памятник воинам-освободителям
- Церковь Рождества Пресвятой Богородицы